# ルノー・R24
ルノー・R24 (Renault R24) はルノーF1が2004年のF1世界選手権に投入したフォーミュラ1カー。ボブ・ベル（テクニカルディレクター）、マーク・スミス（チーフデザイナー）、ディノ・トソ（チーフエアロダイナミシスト）によって設計された。また、前年のシーズン中に離脱したマイク・ガスコインもデザインに関与している。

## R24
R24には2003年までの低重心化を狙った広角バンク・エンジンではなく、バンク角72°のRS24エンジンが使用された。これは1グランプリ1エンジン規則に対応するための信頼性確保が主な理由であったが、同時にネックとなっていた出力面においても大きな改善がみられた。その結果、前年までの「ハンドリングに優れ、タイヤに優しい」といったような特長は薄れたものの、R24はサーキットを選ばないオールラウンダーなマシンに変貌することとなった。

## 2004年シーズン

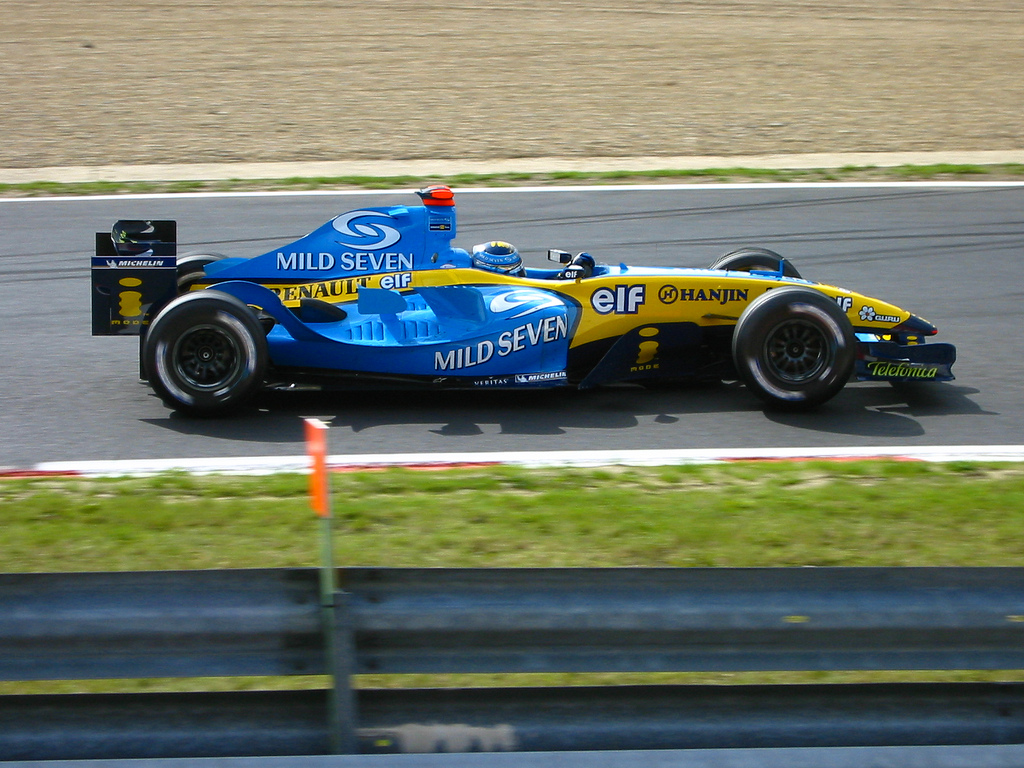
2004年ベルギーグランプリでヤルノ・トゥルーリがドライブするR24

ドライバーは前年に引き続いてヤルノ・トゥルーリとフェルナンド・アロンソ。前年にワークスとしての20年ぶりの優勝を果たしたルノーだったが、2004年はフェラーリのミハエル・シューマッハが独走し、タイトル獲得の可能性はシーズン序盤で早々に潰えた。その結果、シーズンを通じてB・A・Rとコンストラクターズ2位を争うことになる。
第6戦モナコGPではトゥルーリが自身初のポールポジションからそのまま初優勝し、ルノーチームとしても初のモナコ制覇（ルノーエンジンとしては9年ぶり2勝目）となる1勝を挙げるが、第10戦フランスGPでは最終ラップの最終シケインでルーベンス・バリチェロにかわされ表彰台を逃してしまう。すると、このルノー母国GPでの失態にフラビオ・ブリアトーレが激怒。トゥルーリは9月に2005年からのトヨタ移籍を発表するものの、チームとの関係は悪化の一途をたどり、第15戦イタリアGPを最後にチームを離脱するという事態にまで発展した。
そのため、チームはトゥルーリの後任として前年B・A・Rを離脱してシートを失っていた1997年のワールドチャンピオン、ジャック・ヴィルヌーヴを起用。対B・A・Rの切り札として終盤3戦に出走したものの、約1年間のブランクは大きく、ポイント獲得には至らなかった。
アロンソは優勝こそ果たせなかったものの、フェラーリが席巻するシーズンで4度の表彰台（最高位2位）を含む計12回の入賞を記録。チームはフェラーリ、B・A・Rに次ぐ、コンストラクターズ・ランキング3位の座を獲得した。

## スペック

### シャーシ
- シャーシ名 R24
- 全長 4,600mm
- 全幅 1,800mm
- 全高 950mm
- 前トレッド 1,450mm
- 後トレッド 1,400mm
- ホイールベース 3,100mm
- ブレーキキャリパー AP
- ブレーキディスク・パッド ヒトコ
- ホイール O・Z
- タイヤ ミシュラン
- ギアボックス リバースギア付き6速セミオートマチック

### エンジン
- エンジン名 ルノーRS24
- 気筒数・バンク角 V型10気筒・72°
- 排気量 3,000cc
- 燃料・潤滑油 エルフ

## 成績
| 年   | No. | ドライバー             | 1   | 2   | 3   | 4   | 5   | 6   | 7   | 8   | 9   | 10  | 11  | 12  | 13  | 14  | 15  | 16  | 17  | 18  | ポイント | ランキング |
| 年   | No. | ドライバー             | AUS | MAL | BHR | SMR | ESP | MON | EUR | CAN | USA | FRA | GBR | GER | HUN | BEL | ITA | CHN | JPN | BRA | ポイント | ランキング |
| ---- | --- | ---------------------- | --- | --- | --- | --- | --- | --- | --- | --- | --- | --- | --- | --- | --- | --- | --- | --- | --- | --- | -------- | ---------- |
| 2004 | 7   | ヤルノ・トゥルーリ     | 7   | 5   | 4   | 5   | 3   | 1   | 4   | Ret | 4   | 4   | Ret | 11  | Ret | 9   | 10  |     |     |     | 105      | 3位        |
| 2004 | 7   | ジャック・ヴィルヌーヴ |     |     |     |     |     |     |     |     |     |     |     |     |     |     |     | 11  | 10  | 10  | 105      | 3位        |
| 2004 | 8   | フェルナンド・アロンソ | 3   | 7   | 6   | 4   | 4   | Ret | 5   | Ret | Ret | 2   | 10  | 3   | 3   | Ret | Ret | 4   | 5   | 4   | 105      | 3位        |

太字はポールポジション、斜字はファステストラップ。